# One in a Million (singel Aaliyah)
One in a Million – trzeci singel promujący album amerykańskiej piosenkarki R&B Aaliyah pod tym samym tytułem. Jest to kompozycja autorstwa Missy Elliott i Tima „Timbalanda” Mosleya, Timbaland jest także odpowiedzialny za produkcję singla, który wydano w ostatnim kwartale 1996 roku.

## Tło
Tematyka utworu „One in a Million”, podobnie jak w przypadku wielu innych piosenek Aaliyah, obraca się wokół miłości. W tekście podmiot liryczny – kobieta – obwieszcza, że uczucie, którym obdarzył ją jej mężczyzna, jest wyjątkowe. Uważa, że jest to miłość, która przytrafia się wyjątkowo rzadko (zgodnie z tytułem – jako „jedna na milion”), jest z tego powodu przepełniona radością.

## Listy utworów i formaty singla
UK Promo 12" Remixes single
1. „One in a Million (Dark Child Remix)” – 4:40
2. „One in a Million (Dark Child Remix Instrumental)” – 4:13
3. „One in a Million (Timbaland Remix)”, featuring Ginuwine – 5:06
4. „One in a Million (Wolf-D’d Big Bass Mix)” – 4:26
5. „One in a Million (Armand’s Drum ‘N’ Bass Mix)” – 7:12

U.S. Promo 12" Remixes single
1. „One in a Million (Timbaland Remix Instrumental)” – 5:07
2. „One in a Million (Dark Child Remix Instrumental)” – 4:40
3. „One in a Million (Timbaland Remix)”, feat. Ginuwine – 5:07
4. „One in a Million (Dark Child Remix)” – 4:40

U.S. Promo CD single
1. „One in a Million (Album Version)” – 4:30
2. „One in a Million (Instrumental)” – 4:30
3. „One in a Million (Acapella)” – 4:30

## Pozycje na listach przebojów
| Notowanie (1997)                         | Najwyższa pozycja |
| ---------------------------------------- | ----------------- |
| New Zealand RIANZ Top 50 Singles         | 11                |
| UK Top 75 Singles                        | 15                |
| U.S. Billboard Hot 100 Airplay           | 7                 |
| U.S. Billboard Hot Dance Music/Club Play | 2                 |
| U.S. Billboard Rhythmic Top 40           | 1                 |
| U.S. Billboard Hot R&B/Hip-Hop Airplay   | 1                 |

## Teledysk
Wideoklip do utworu „One in a Million” powstał w reżyserii Paula Huntera i był to reżyserski debiut twórcy. W 1997 roku rozszerzona wersja teledysku została wykorzystana do promocji remiksu, w którym udział wzięli Timbaland, Ginuwine i Missy Elliott.